# Tako (Japon)
Pour les articles homonymes, voir Tako.
Tako (多古町, Tako-machi) est un bourg du district de Katori, dans la préfecture de Chiba, au Japon.

## Géographie

### Démographie
Au 1er janvier 2014, la population de Tako s'élevait à 15 156 habitants répartis sur une superficie de 72,68 km2.